# مارك تونلي
مارك تونلي (بالإنجليزية: Mark Tonelli) (و. 1957  م) هو سباح أسترالي، ولد في إبسوتش، شارك في الألعاب الأولمبية الصيفية 1980، والألعاب الأولمبية الصيفية 1976، وسباحة في الألعاب الأولمبية الصيفية 1980 – رجال 4 × 100 متر تتابع متنوع ‏.

## التعليم
تعلم في جامعة ألاباما
.

## جوائز
حصل على جوائز منها:
وسام الرياضة الاسترالية ‏